# Андерсон (Индиана)
А́ндерсон (англ. Anderson) — город с местным самоуправлением (city) в штате Индиана, США. Административный центр и крупнейший населённый пункт округа Мадисон. Население — 56 129 человек (по переписи 2010 года).

## История

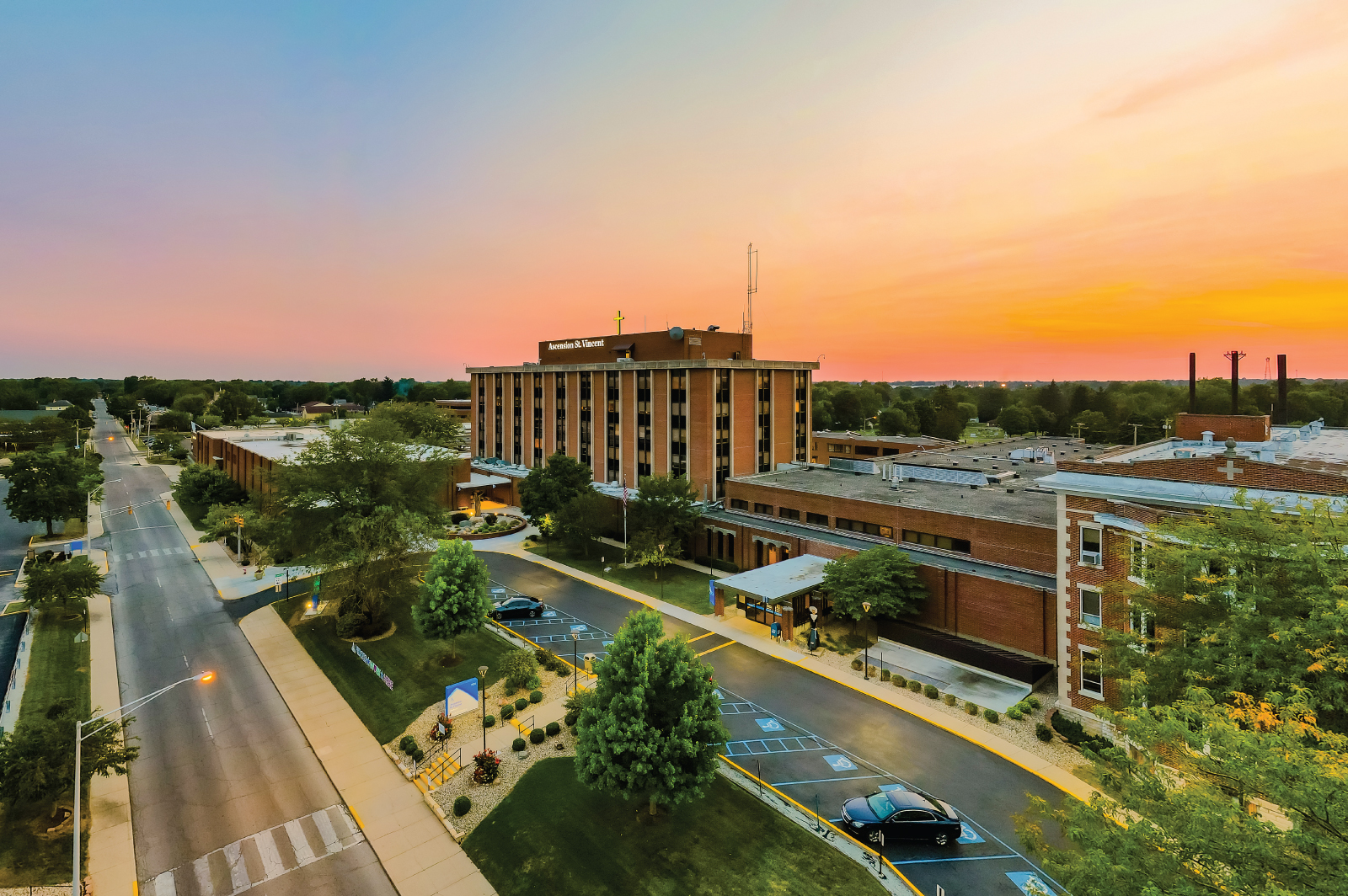
Госпиталь в Андерсоне

Поселение было основано в ноябре 1827 года Джоном Берри под названием Андерсонтон (Andersonton). В 1828 году в Андерсон из соседнего Пендлтона был перенесён административный центр округа Мадисон. Назван в честь индейского вождя Уильяма Андерсона, мать которого была делаваркой, а отец имел шведское происхождение.
В 1838 году Андерсон с 350 жителями получил статус города, однако уже через год был понижен до деревни. В 1849 году Андерсон вновь стал городом, а в 1852 году — деревней.
После окончания строительства в 1853 году железнодорожной линии в Индианаполис Андерсон снова получил статус города. Рост населения продолжался, в 1865 году это был уже город с местным самоуправлением с населением 1300 человек.

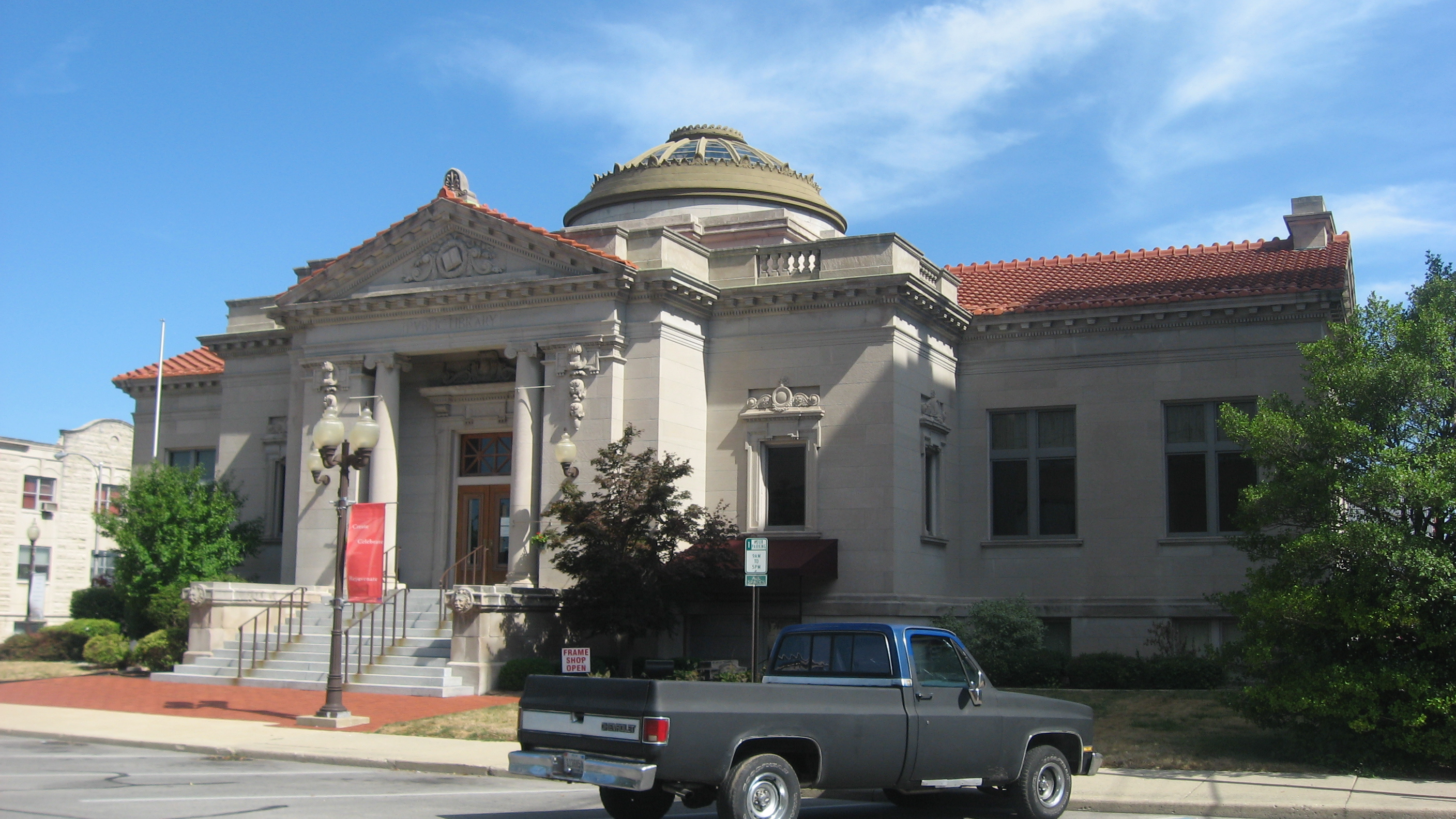
Дом искусств Андерсона — бывшее здание библиотеки Карнеги, построенное в 1905 году

В 1887 году близ Андерсона было обнаружено месторождение природного газа, вследствие чего город продолжал разрастаться, здесь стали открываться стеклодельные предприятия. В 1897 году здесь был впервые запущен интерурбан, функционировавший до 1941 года. Однако в 1912 году газовое месторождение иссякло из-за многочисленных неоправданных расходов, что ударило по благосостоянию города.
В 1917 году была открыта Андерсонская библейская школа, в 1925 году переименованная в Андерсонский колледж. В 1988 году он стал именоваться Андерсонским университетом.
Дважды подряд (1976 и 1977) город был награждён премией «All-America City Award» (с англ. — «Всеамериканский город») присуждаемой Национальной гражданской лигой, которую неофициально называют «Нобелевской премией за конструктивное гражданство» и которая выдается за активную гражданскую позицию жителей некорпоративных сообществ Соединённых Штатов в жизни местного самоуправления. 
Исторический центр города был в 2006 году внесён в Национальный реестр исторических мест под номером 06000307.

## Транспорт
К юго-востоку от города проходит межштатная автомагистраль I-69, в настоящее время соединяющая Индианаполис с Мичиганом и Канадой.
Город обслуживается Андерсонским муниципальным аэропортом.

## Демография
Согласно данным переписи населения 2010 года, в Андерсоне проживало 56 129 человек. В 2000 году этот показатель составлял 59 838 человек.
Расовый состав жителей города в 2010 году распределился следующим образом: белые американцы 78,75 %, афроамериканцев 15,20 %, коренных американцев 0,04 %, азиатов 0,47 %, представителей двух и более рас 2,63 %, латиноамериканцев любой расы 4,84 %.